# 布袋寅泰
布袋寅泰（日语：／ Hotei Tomoyasu，1962年2月1日—）是日本搖滾音樂家、吉他手，出身於群馬縣高崎市江木町。他曾擔任BOØWY等搖滾樂團的吉他手而聞名，BOØWY解散後以個人名義在樂壇活動，2012年移居倫敦並擔任自身經紀公司DADA MUSIC的CEO。
他在1986年與歌手山下久美子結婚，1997年離婚。1999年，與歌手今井美樹結婚，兩人育有一女。

## 外部連結
- HOTEI.Com + TOMOYASU HOTEI OFFICIAL WEBSITE （页面存档备份，存于） -
- BEAT主義日記 THE PRINCIPLE OF BEAT （页面存档备份，存于） -
- 日本環球音樂 （页面存档备份，存于）
- 布袋寅泰的Facebook專頁
- YouTube上的HOTEI頻道
- HOTEI STAFF的X（前Twitter）
- HOTEI OFFICIAL的X（前Twitter）
- 布袋寅泰的Instagram帳戶